# Black River (biflöde till Bodell River)
Black River är ett vattendrag i Kanada.   Det ligger i provinsen Ontario, i den östra delen av landet, 700 km nordväst om huvudstaden Ottawa.
I omgivningarna runt Black River växer i huvudsak barrskog. Trakten runt Black River är nära nog obefolkad, med mindre än två invånare per kvadratkilometer.